# Gentianella impressinervia
Gentianella impressinervia är en gentianaväxtart som beskrevs av Glenny. Gentianella impressinervia ingår i släktet gentianellor, och familjen gentianaväxter. Inga underarter finns listade i Catalogue of Life.